# Gauntlet (jogo eletrônico de 1985)
Gauntlet  é um jogo eletrônico de arcade no estilo hack and slash de 1985 da Atari Games. Foram vendidos 7.848 gabinetes, sendo este um dos primeiros jogos multiplayer do estilo.
O jogo possui elementos que lembram RPG, cujas fases são labirintos e onde é possível escolher entre quatro personagens jogáveis; Thor, o Guerreiro; Merlin, o Mago; Thyra, a Valquíria; ou Questor, o Elfo arqueiro. Cada personagem tem seu próprio pontos fortes e fracos exclusivos. Por exemplo, o Guerreiro é mais forte no combate corpo-a-corpo, o Mago tem a mais poderosa magia, a Valquíria tem a melhor armadura e o Elfo é mais rápido em movimento.
No Brasil o cartucho do jogo era vendido junto com o Phantom System da Gradiente.